# Panellus serotinus
Panellus serotinus (Christian Hendrik Persoon, 1793 ex Robert Kühner, 1950), sin. Pleurotus serotinus (Christian Hendrik Persoon, 1793 ex Paul Kummer, 1871) sau Sarcomyxa serotina (Christian Hendrik Persoon, 1793 ex Petter Adolf Karsten, 1891), din încrengătura Basidiomycota, în familia Mycenaceae și de genul Panellus, denumit în popor păstrăv iernatic sau bureți iernatici, este o  specie saprofită, dar și parazită de ciuperci comestibile. Acest burete comun trăiește în România, Basarabia și Bucovina de Nord prin păduri de foioase și parcuri, rar solitar, preponderent în grupuri de mai multe exemplare, imbricate sau suprapuse și/sau crescând în mănunchiuri, pe lemn mort, dar, de asemenea, pe trunchiuri încă vii, în special de fag, arin și stejar, atunci când sunt slăbiți sau acolo unde au fost râniți. Timpul apariției este din (septembrie) octombrie până iarna târziu.

## Taxonomie
Numele binomial a fost determinat de către renumitul savant bur Christian Hendrik Persoon drept Agaricus serotinus deja în anul 1793. În secolul al XIX-lea s-au făcut două redenumiri, mai întâi, în 1871, de micologul german Paul Kummer ca Pleurotus serotinus, apoi, în 1891, de micologul finlandez Petter Adolf Karsten ca Sarcomyxa serotina.Ambii taxoni mai sunt folosiți în cărți micologice până în prezent. 
Dar numele curent actual (2020), creat de micologul franco-german Robert Kühner, este Panellus serotinus, de verificat în jurnalul științific Compte rendu hebdomadaire des Sciences de l'Academie des sciences din 1950. Singur Index Fungorum preferă taxonul micologului german Rolf Singer din 1951, anume Hohenbuehelia serotina care însă este acceptat pe scară largă doar sinonim, astfel de Mycobank, NCBI (National Center for Biotechnology Information) sau GBIF (Global Biodiversity Information Facility, vezi și mai jos sub „identificatori taxonomici”. 
Mai trebuie menționat, că recombinarea lui Karsten a taxonului de la Panellus la Sarcomyxa încalcă articolul 33.1. ICN. Regulile afirmă că o recombinare (cu excepția autonimilor) este considerată a fi publicată invalid, dacă autorul nu atribuie în mod clar epitetul final unui gen, unei specii sau prescurtării acesteia. Karsten, a numit în diagnosticul său originar al genului Sarcomyxa, pe Pleurotus serotinus (Schrad.) Fr. (=invalid) ca tip nomenclatural. Această recombinare însă nu este valabilă.
Toate cele multe alte încercări de redenumire sunt văzute într-adevăr sinonime, dar nefiind folosite, sunt neglijabile.
Epitetul este derivat din cuvântul latin (latină sero-tinus=venind târziu, făcând ceva tardiv), datorită perioadei târzie de dezvoltare a speciei.

## Descriere

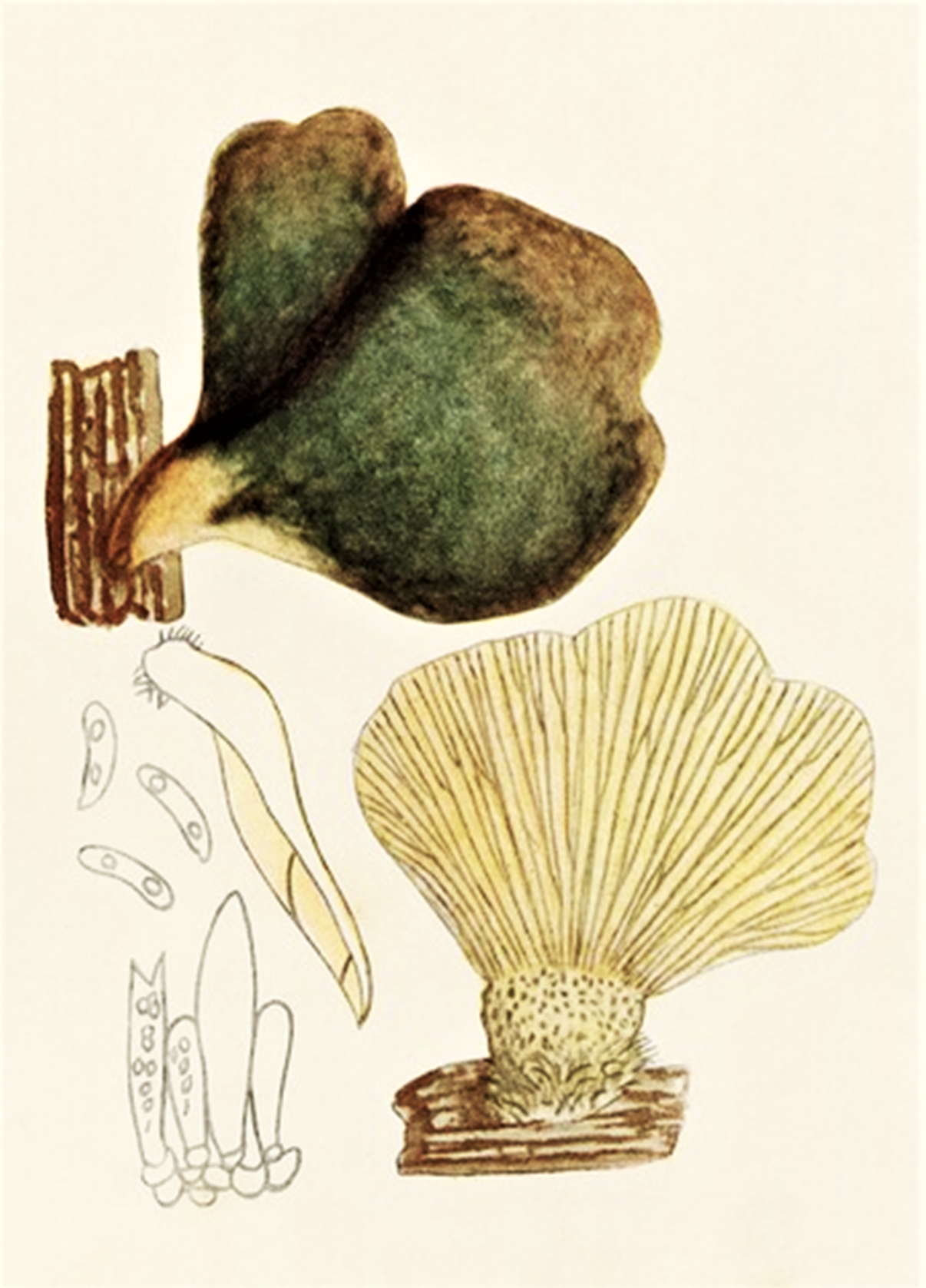
Bres.: Pleurotus serotinus

- Pălăria: are un diametru de 4-12 cm, este destul de cărnoasă, orizontală, asimetrică, în formă de scoică, evantai sau de limbă lată, la maturitate uneori ceva adâncită în centru, în tinerețe cu margini rulate care devin cu timpul ascuțite și ușor brăzdate. Cuticula catifelată devine la umezeală gelatinoasă, fiind spre picior slab fibros-solzoasă. Coloritul, în vârstă cu nuanțe brune, poate varia de la verde deschis, verde măsliniu, peste galben-maroniu, galben-măsliniu la roșcat-măsliniu.
- Lamelele: sunt spre picior mai late, iar spre margine mai subțiri, îndesate, bifurcate, decurente, adeseori anastomozate la picior și sunt de un colorit inițial albui, apoi palid gălbui până crem.
- Piciorul: alipit excentric de pălărie, este foarte scurt (rareori chiar lipsește) cu o înălțime de 0,8-1,5 (2,5) cm și o lățime de 0,8-1,5 (2) cm, fiind tare, plin, conic, cu coaja șofrănie până ocru, presărată cu solzișori bruni precum ceva îngroșat spre pălărie.
- Carnea: este albă și ceva elastică. Are un miros plăcut, slab de ciuperci, devenind în vârstă însă stătut, cu un gust dulceag, dar exemplare mai bătrâne sunt adesea mai mult sau mai puțin amare.
- Caracteristici microscopice: sunt cilindrici curbați, hialini, netezi, alantoizi (alantoida, un produs final al degradării acizilor nucleici, în special a bazelor purine) și amilozi (membrane sau ornamentații ale sporilor care în reactiv iodat se colorează în albastru cenușiu sau negricios, iar la unele ascomicete vârful ascelor în nuanță albăstruie), cu două picături uleioase în interior, având o mărime de 4,5-6 x 1,5 microni. Pulberea lor este albă. Basidiile (organe sporifere care produc spori exogeni) clavate cu 2 sterigme fiecare, măsoară 21-24 x 3-4 microni, iar cistidele (elemente sterile situate în stratul himenal sau printre celulele din pielița pălăriei și a piciorului, probabil cu rol de excreție) rare, fusiform-ventriculare cu pereți groși, 40-45 x 12-15 microni. Sunt în interior gălbuie.[14]
- Reacții chimice: nu sunt cunoscute.[3][4]

Speciile europene fructiferă abia la temperaturi scăzute. Andreas Bresinsky (n. 1935), profesor german de botanică, a constatat, că sunt necesare ca stimul de declanșare al dezvoltării, temperaturi sub 11 ° C. Corpurile fructifere pot supraviețui înghețuri și dezvoltă spori chiar și la temperaturi mai mici de zero grade (după Bresinsky până la -2.8 ° C). În consecință, soiul este de titulat în Europa ciupercă de iarnă.

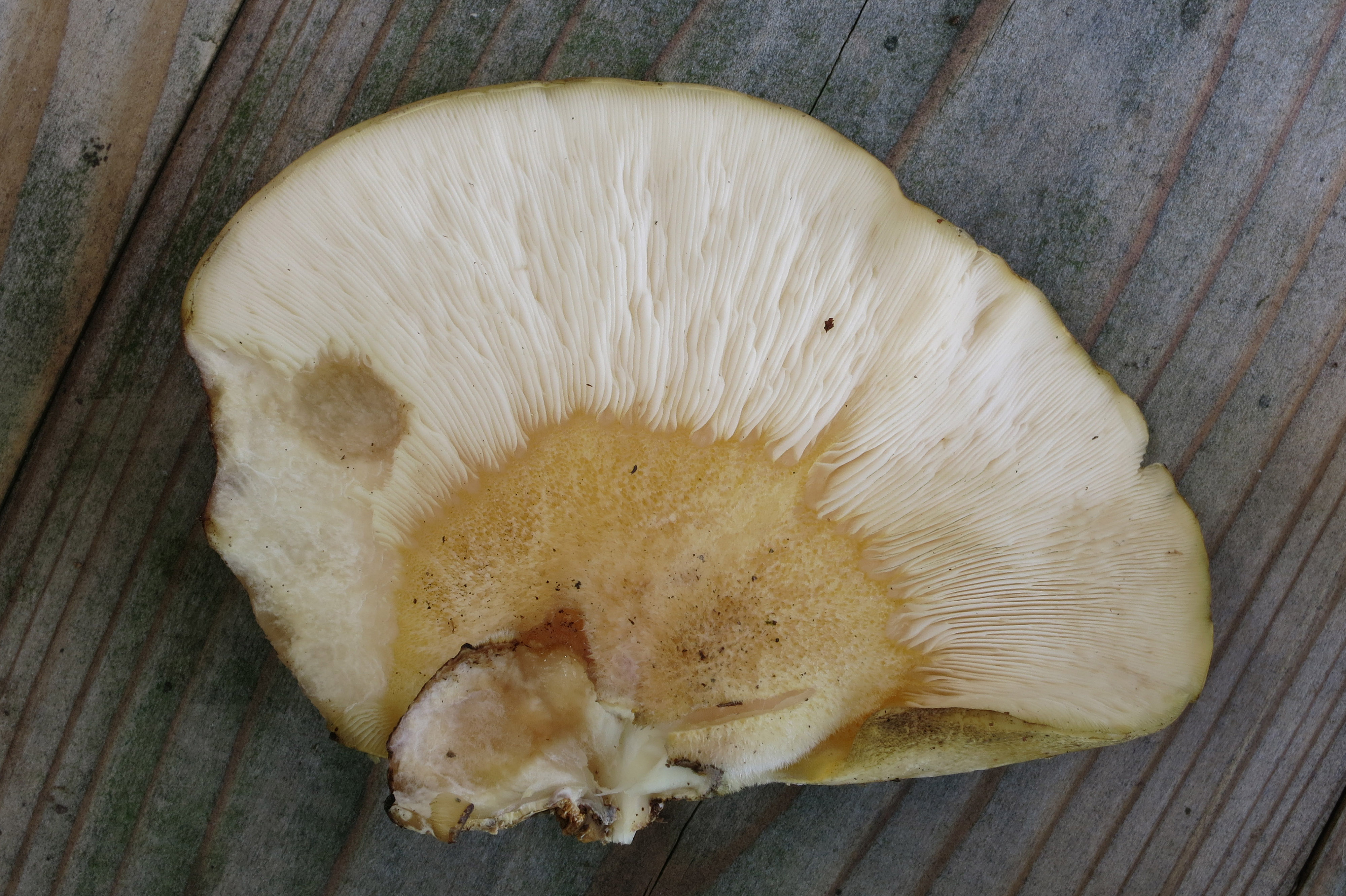
Sarcomyxa serotina tânăr, lamele și picior
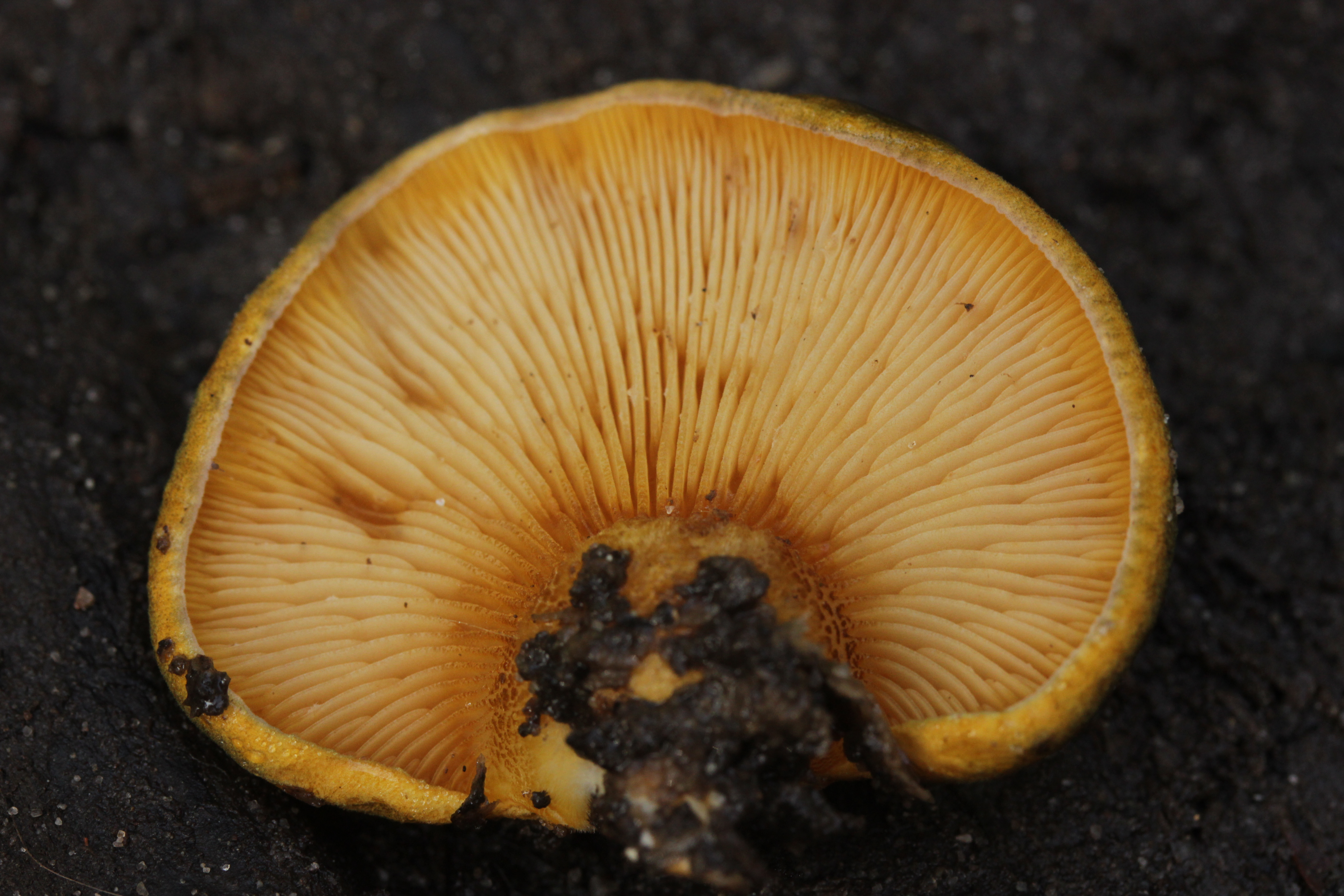
P. serotinus mai în vârstă, lamele și picior
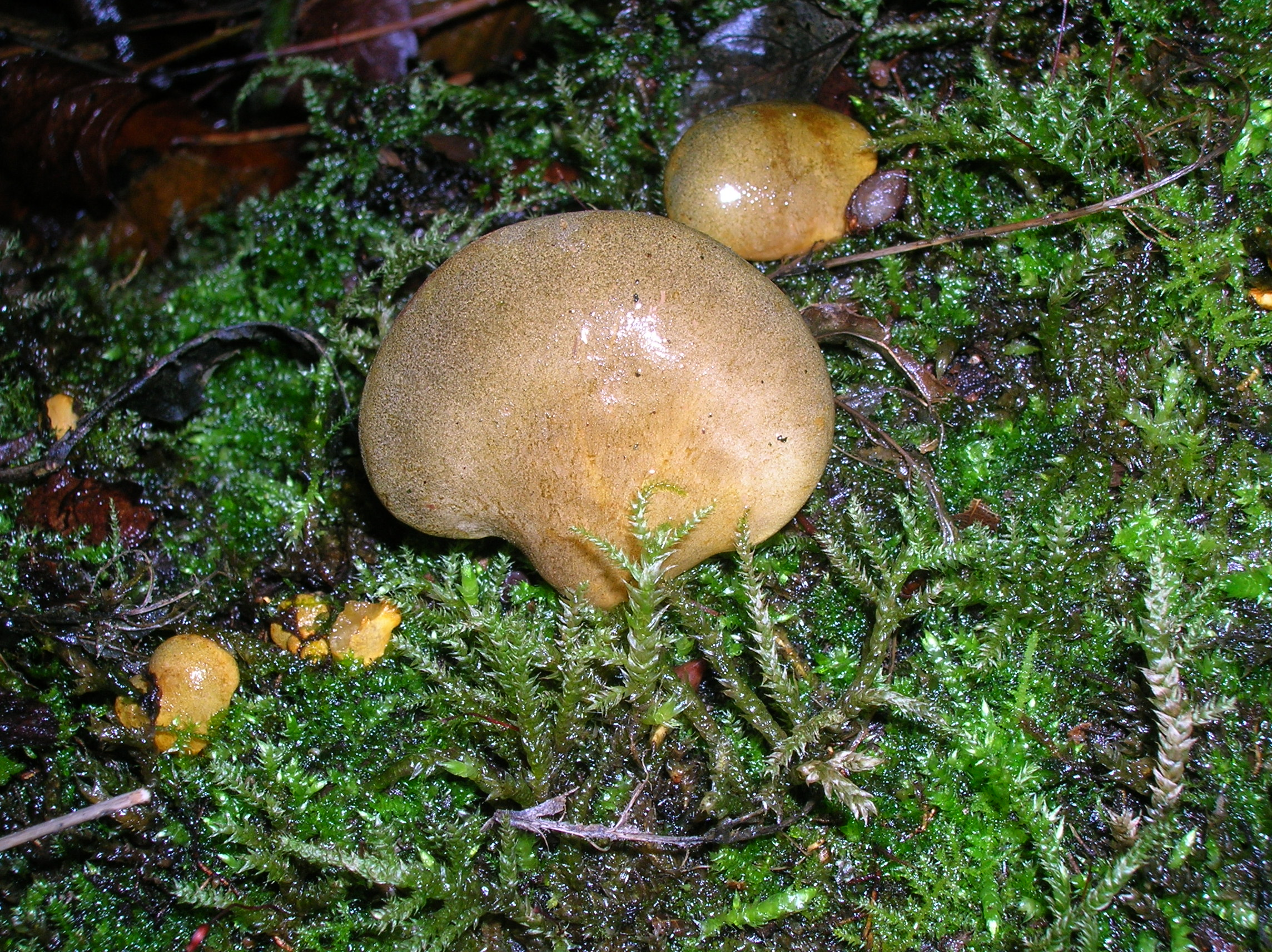
P. serotinus tineri
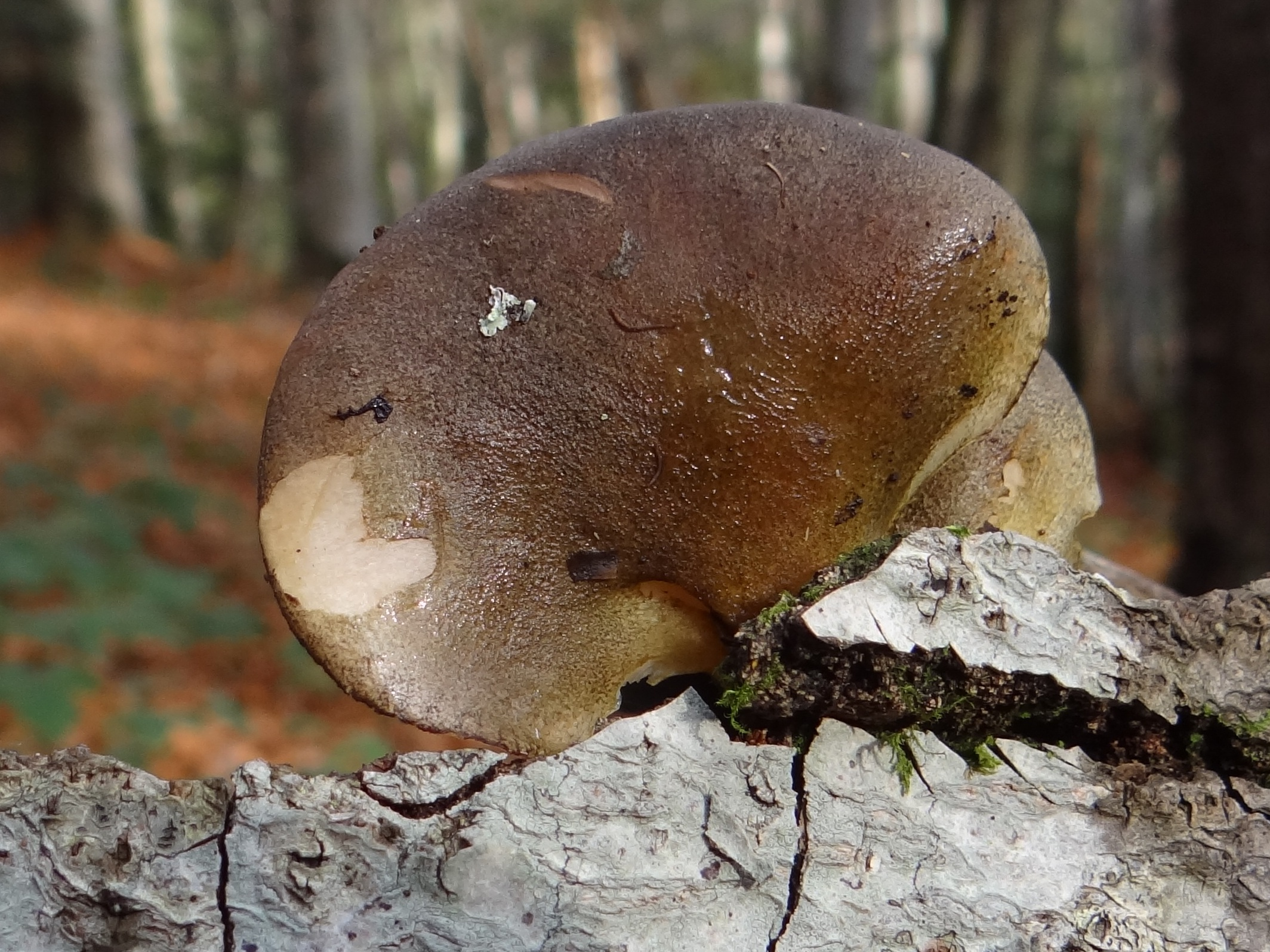
P. serotinus bătrân 1
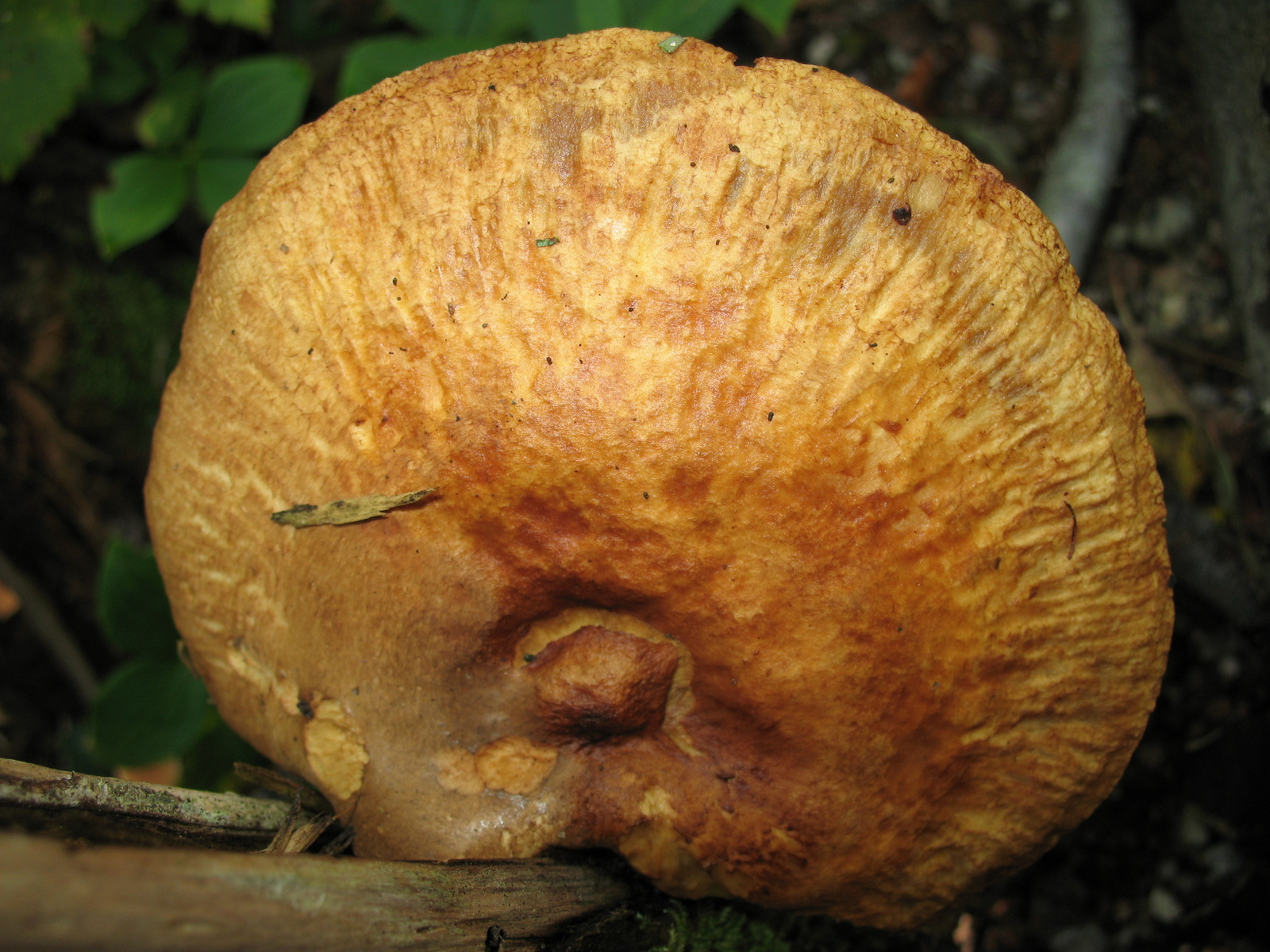
P. serotinus bătrân 2
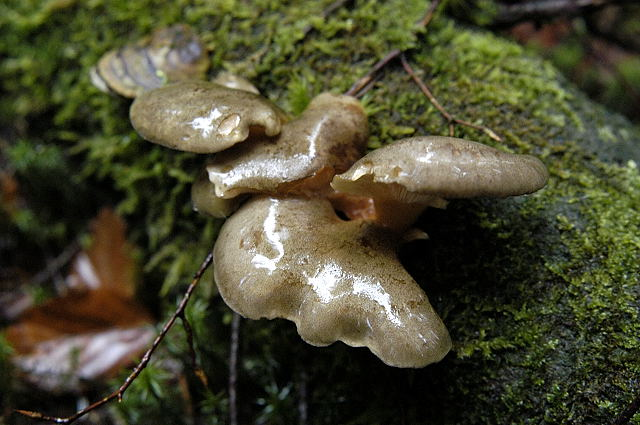
P. serotinus, iarna
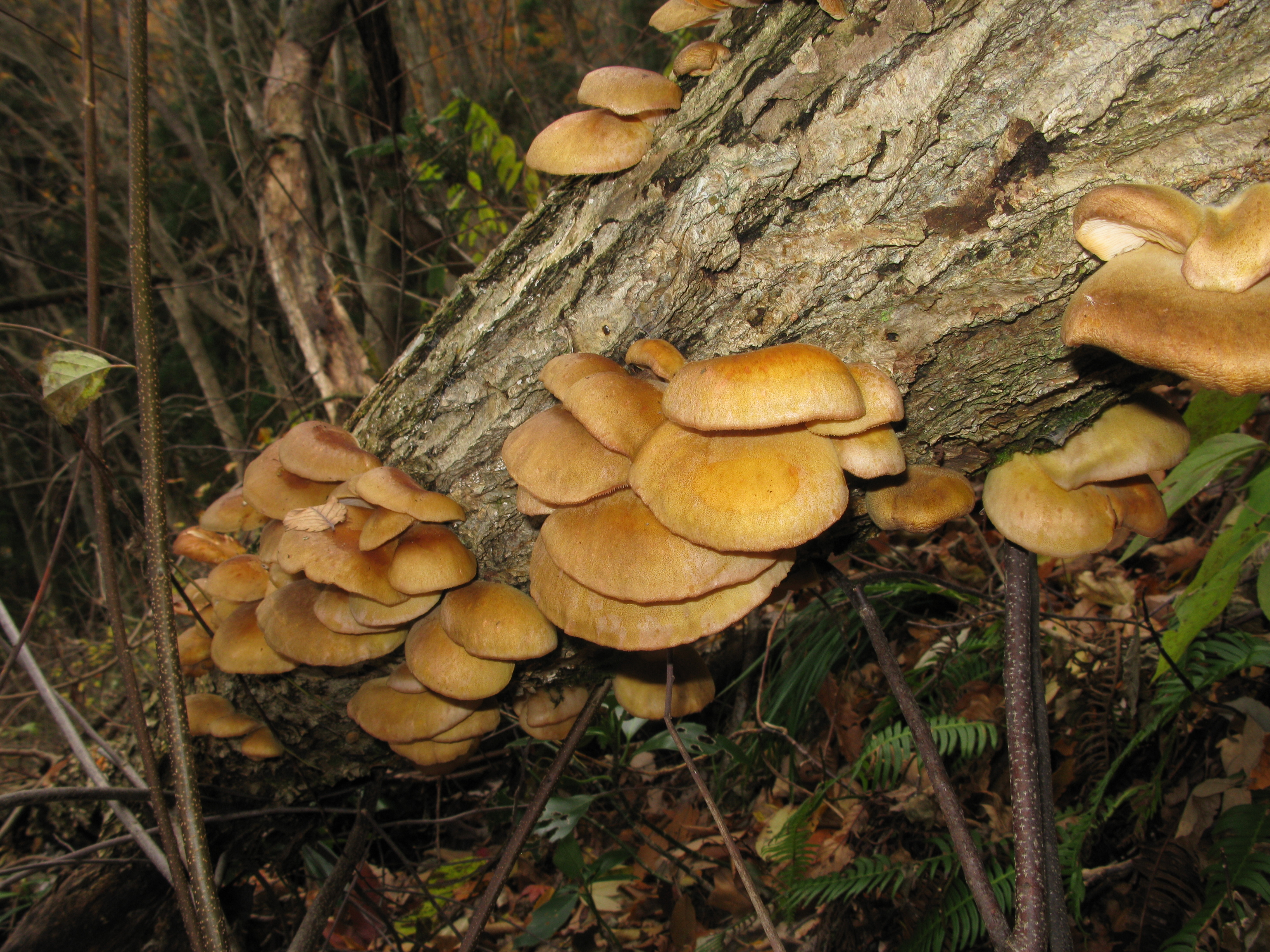
P. serotinus, grup mare

## Confuzii
Buretele iernatic poate fi confundat în primul rând cu deliciosul Pleurotus ostreatus, pentru că își împarte adesea același arbore. Mai departe, asemănători sunt și Hypsizygus ulmarius sin. Lyophyllum ulmarium (comestibil și gustos), Lentinellus cochleatus (comestibil, miros de anason), Lentinellus ursinus (comestibil, miros pronunțat, slab iute), Lentinellus vulpinus (necomestibil, tare pielos), Panellus mitis (mai mic, fără valoare culinară), Panellus stipticus (necomestibil, mai mic, amar, bioluminescent), Panus conchatus (necomestibil, foarte pielos și amar), Pleurotus cornucopiae (comestibil), Pleurotus dryinus (necomestibil, gust și miros de ciuperci, dar prea vâscos), Pleurotus eryngii (delicios), Pleurotus pulmonarius (comestibil)  sau chiar cu letal otrăvitoarea Pleurocybella porrigens de culoare mai închisă.

## Specii asemănătoare în imagini

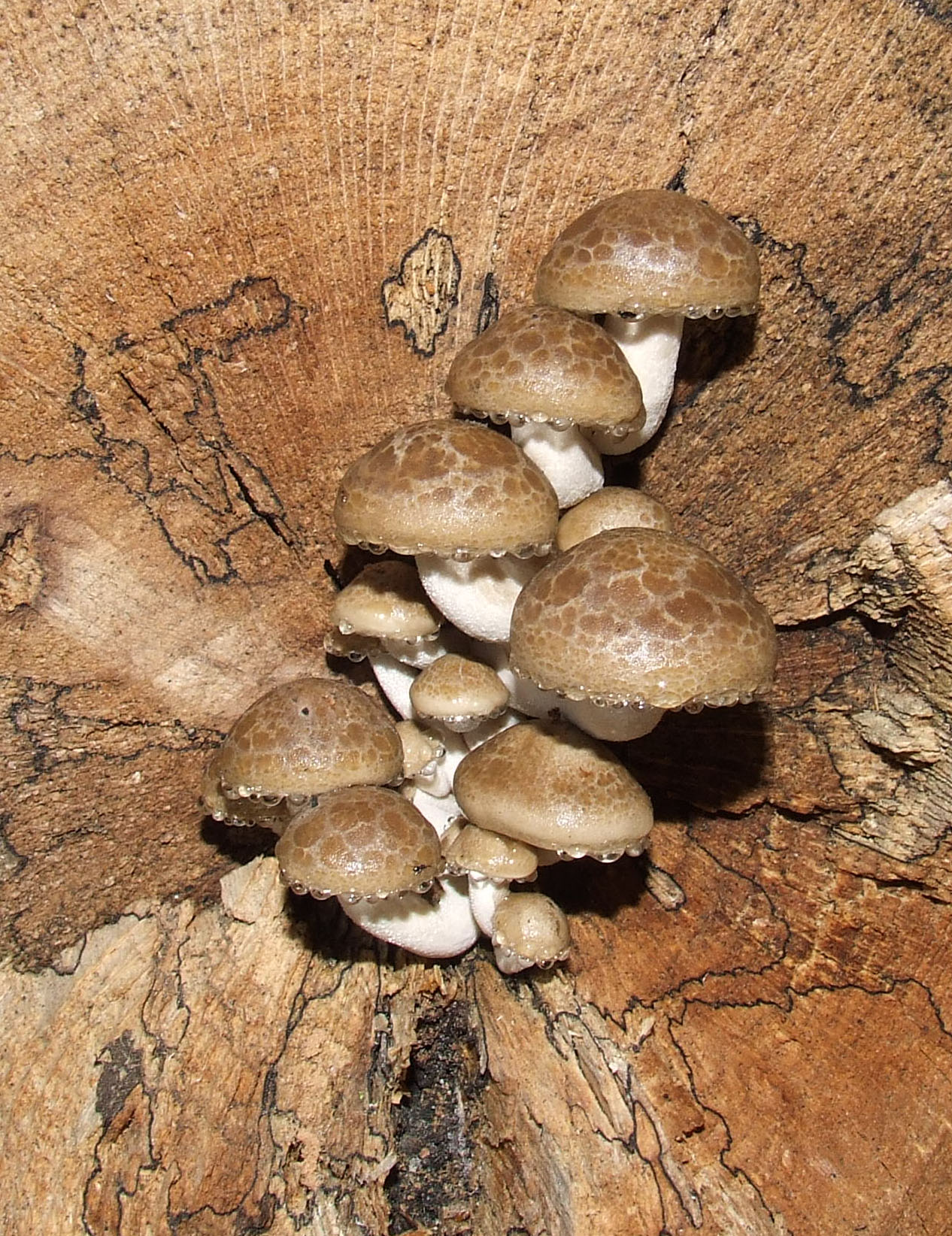
Hypsizygus ulmarius sin. Lyophyllum ulmarium
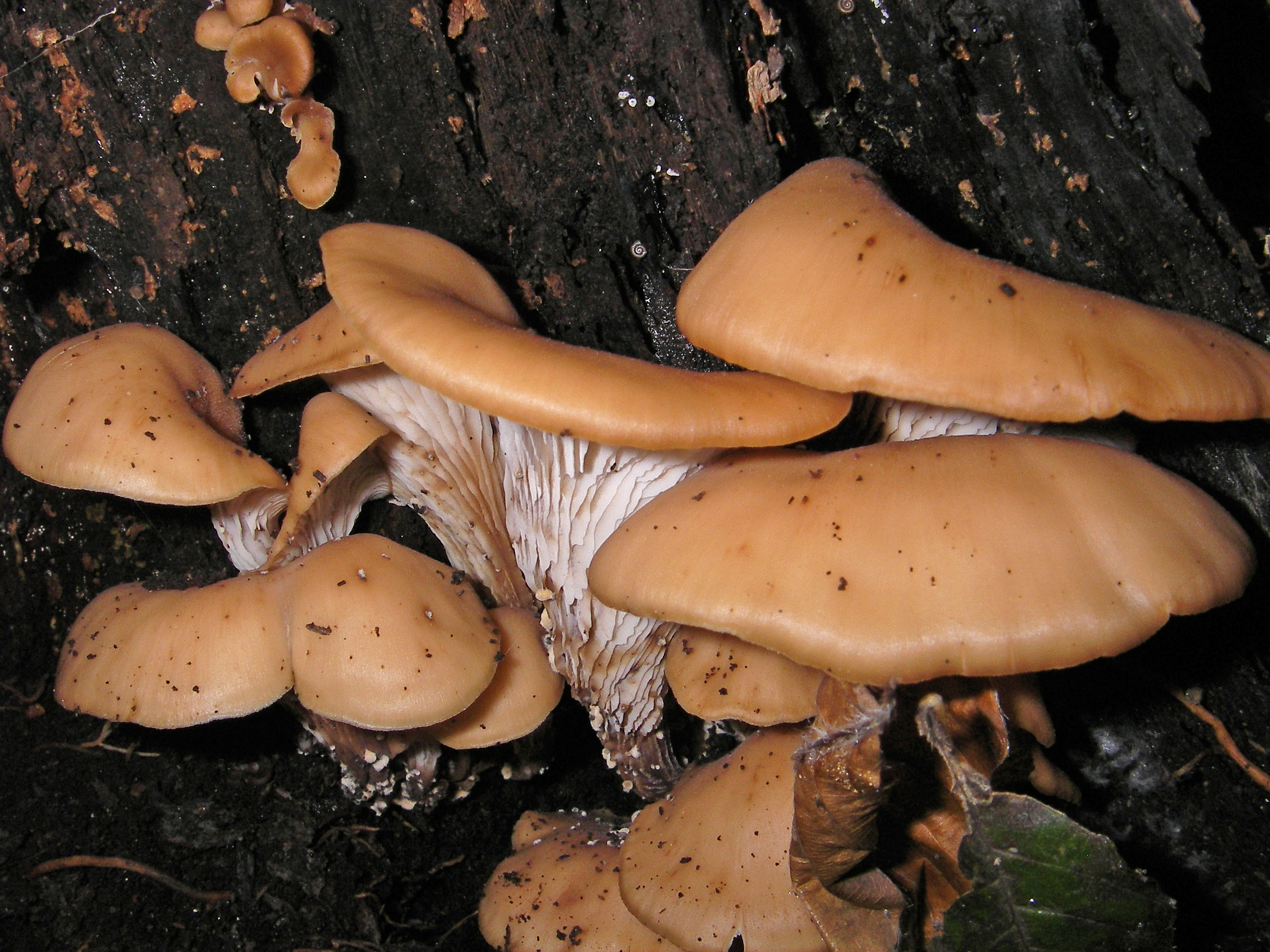
Lentinellus cochleatus
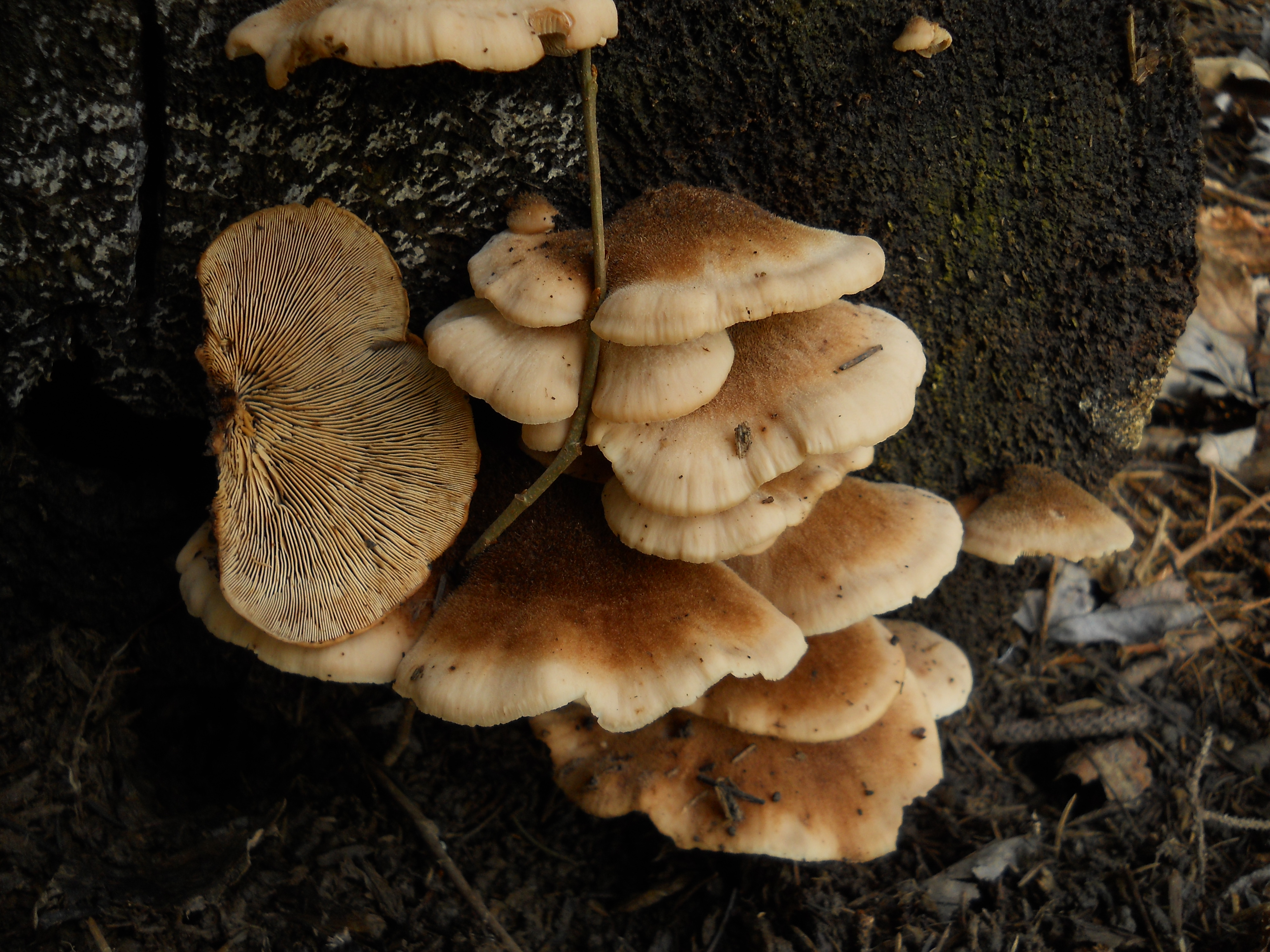
Lentinellus ursinus
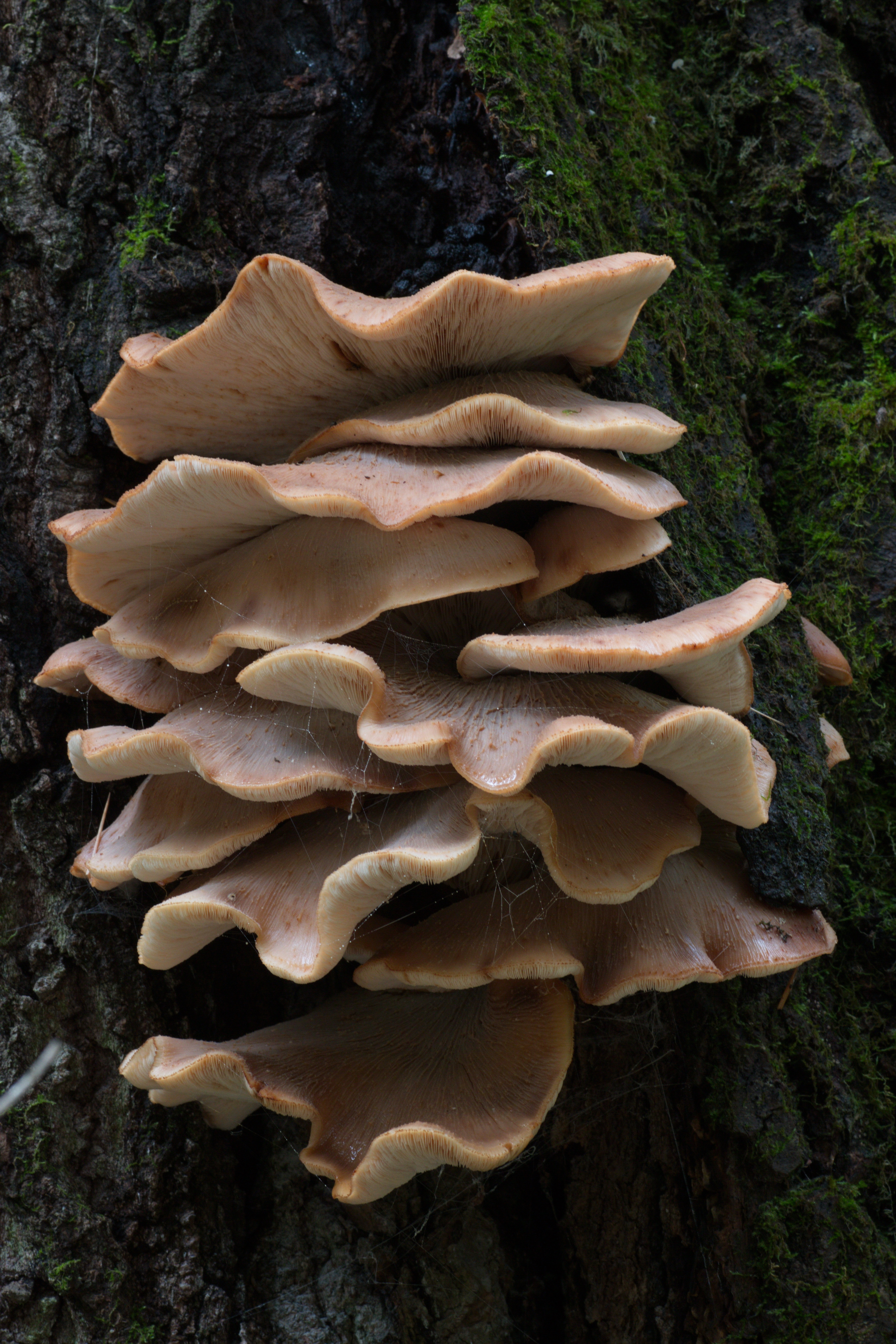
!Lentinellus vulpinus!
Panellus mitis
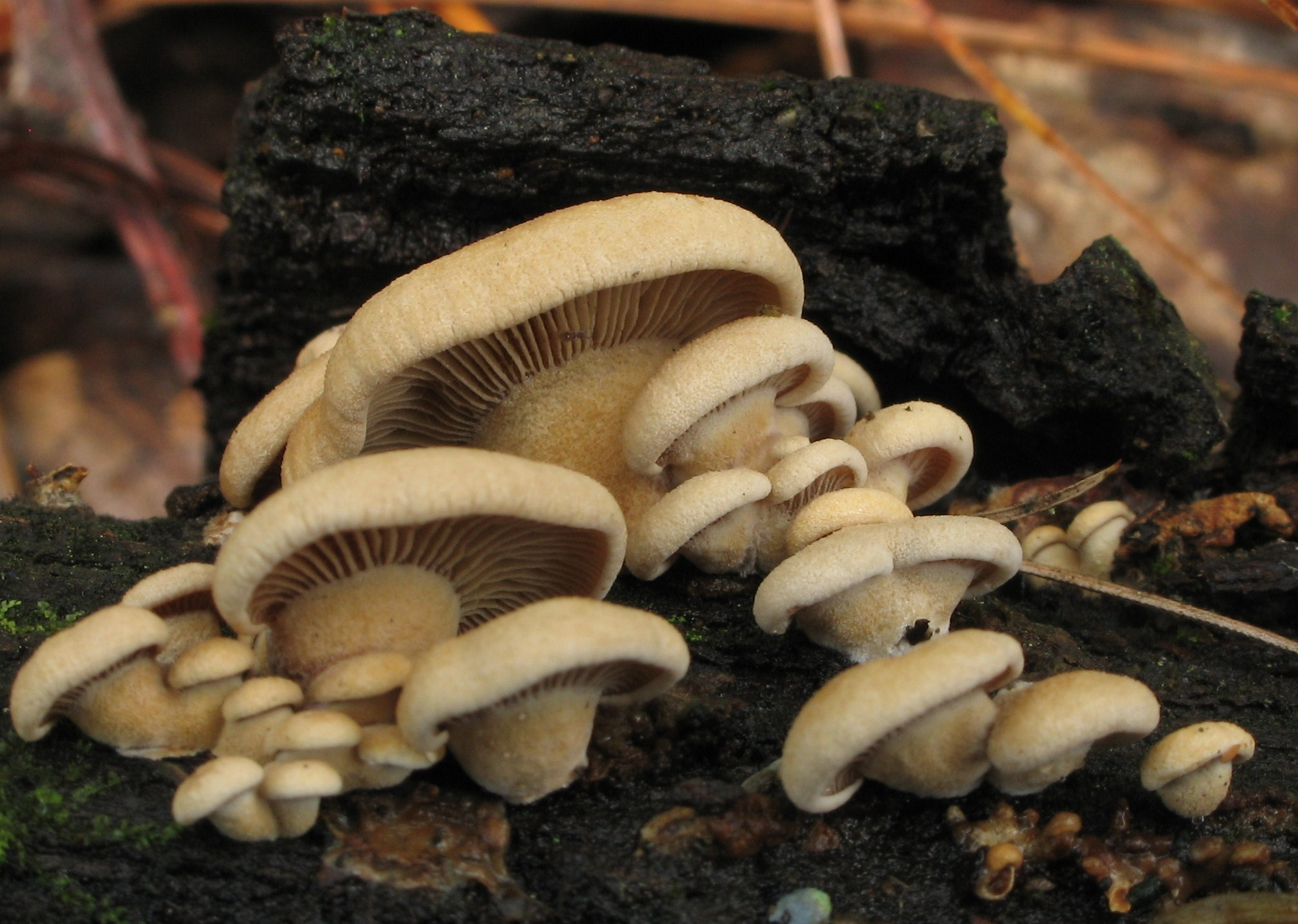
!Panellus stipticus!
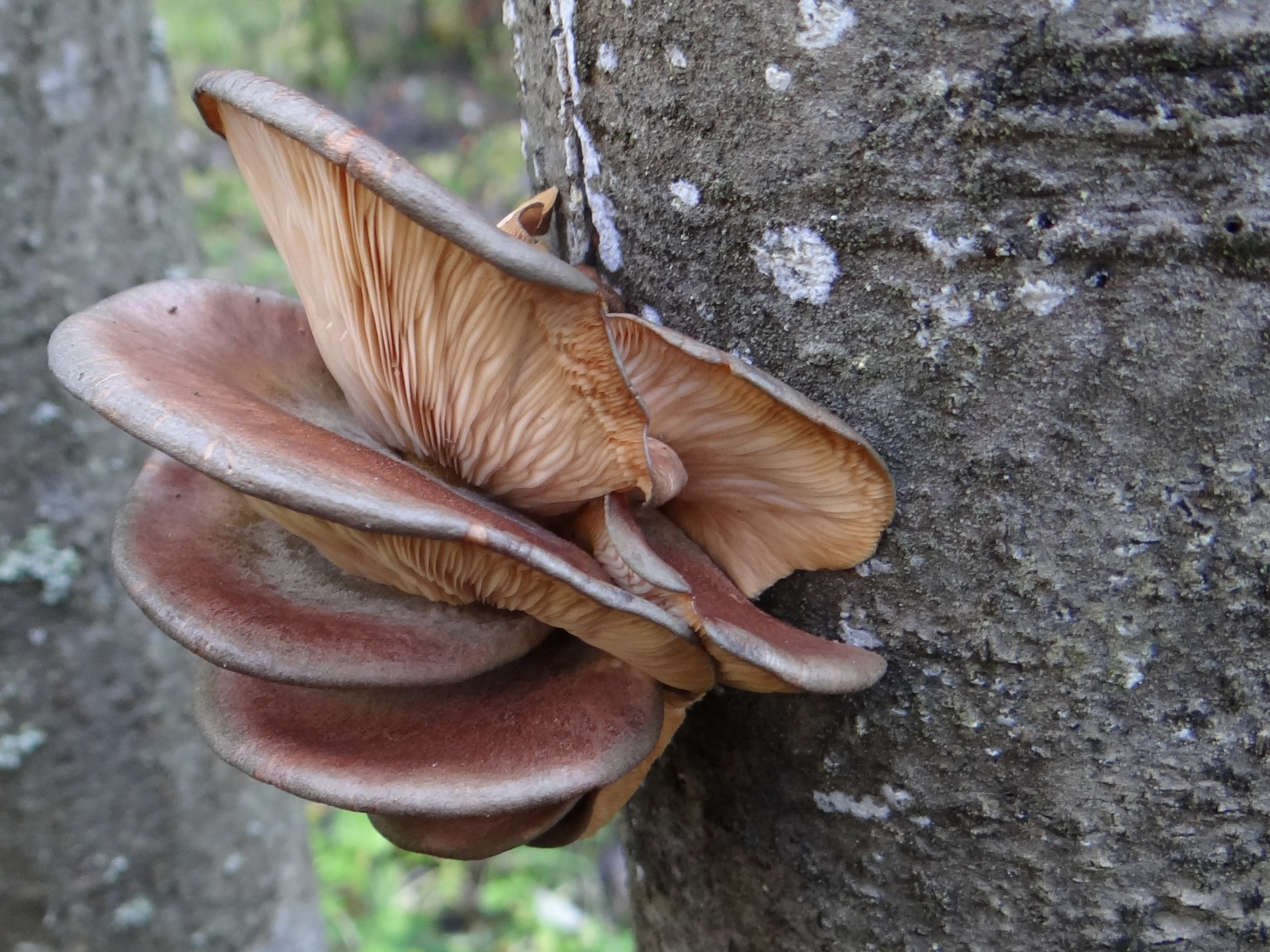
!Panus conchatus!

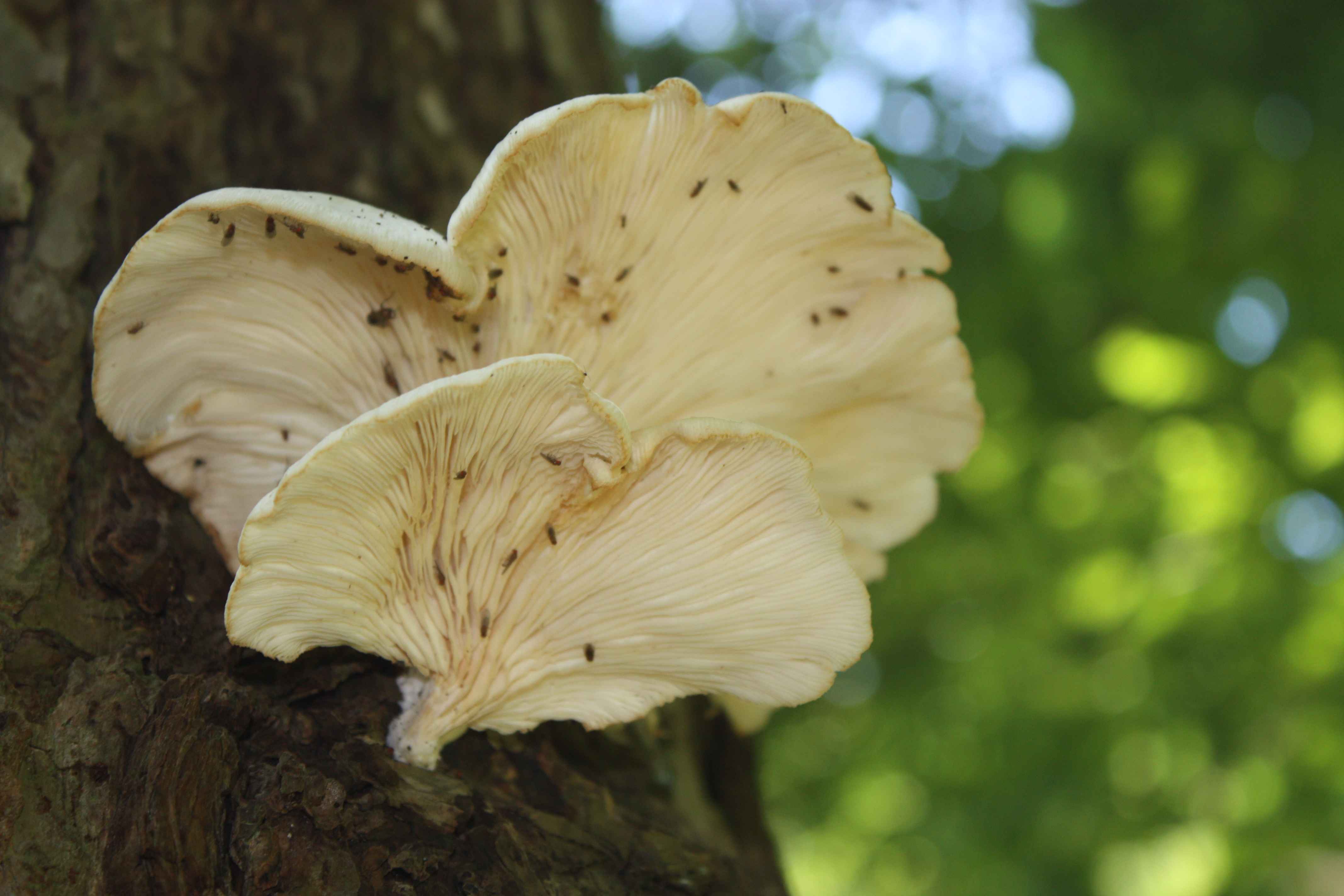
!!!Pleurocybella porrigens!!!
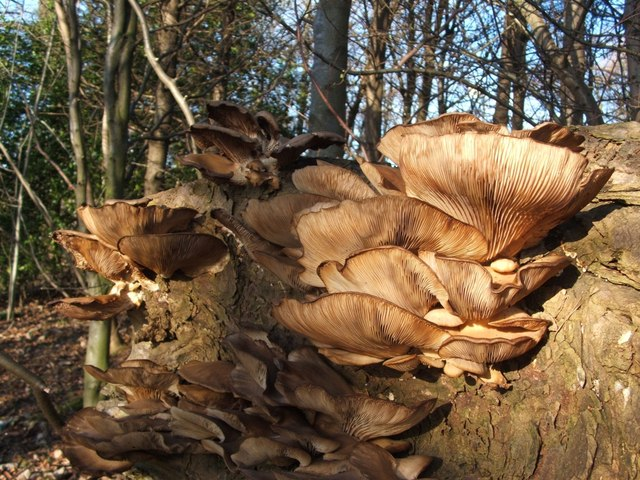
Pleurotus cornucopiae
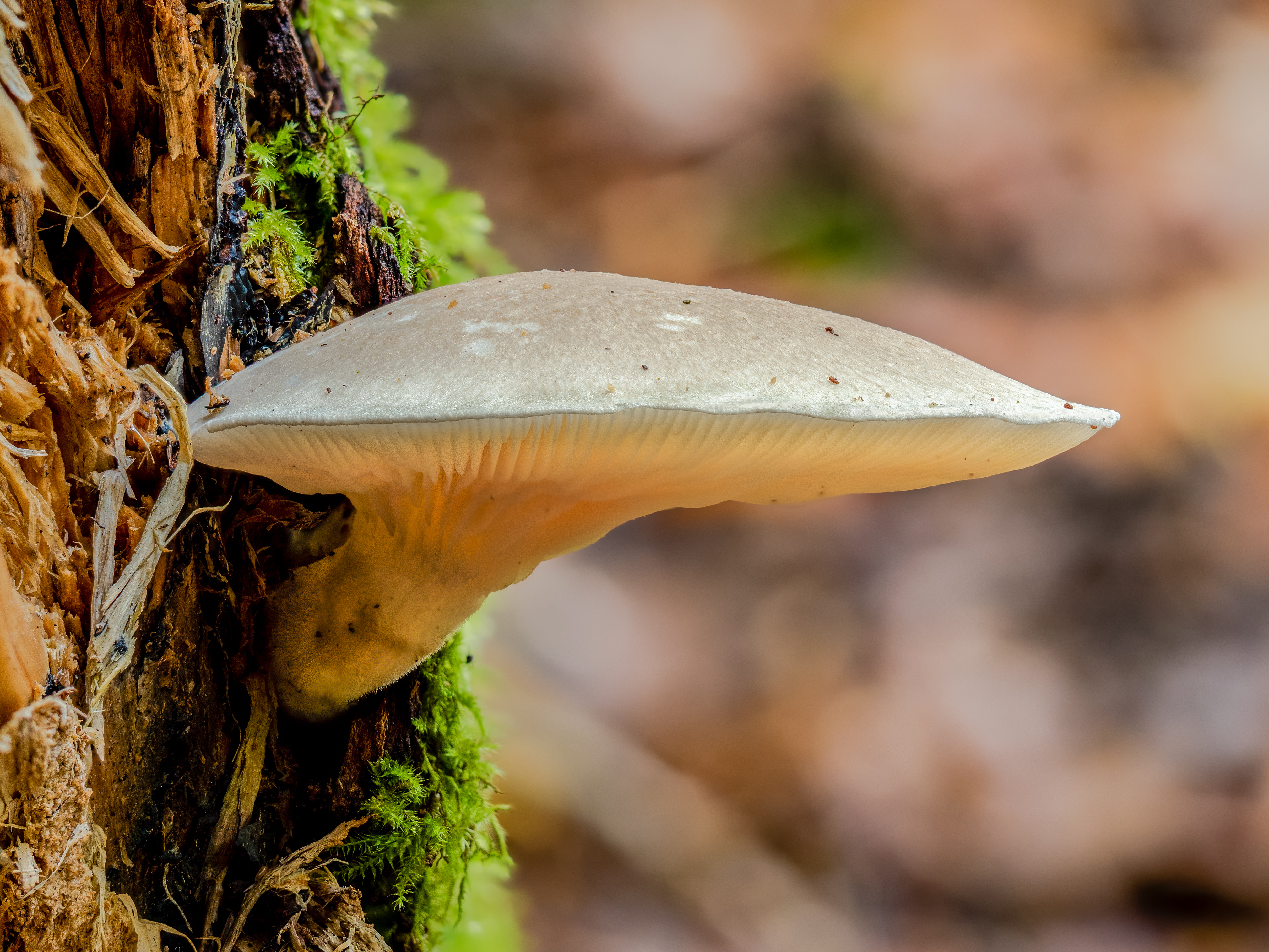
!Pleurotus dryinus!
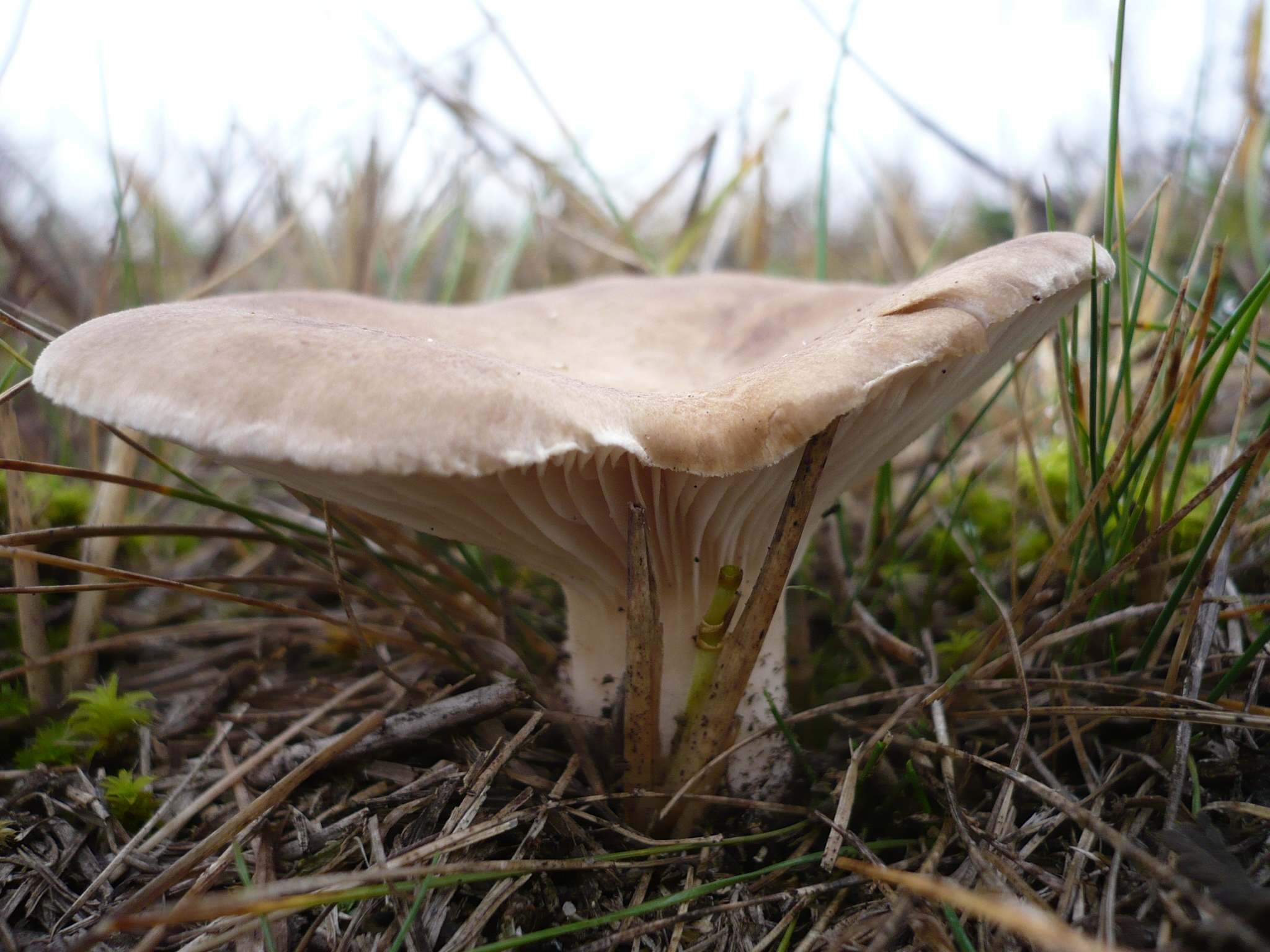
Pleurotus eryngii
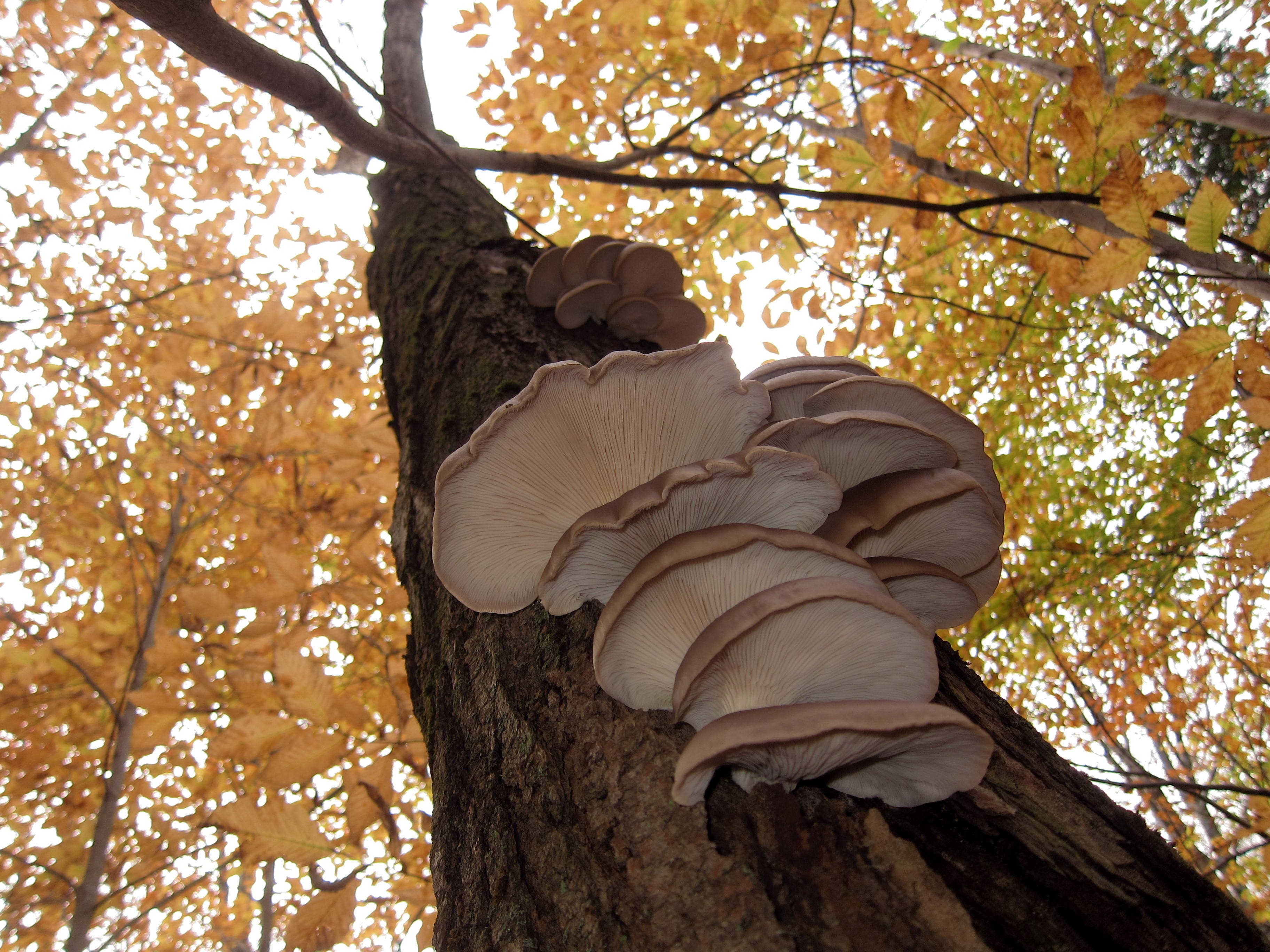
2011-10-19 Pleurotus ostreatus
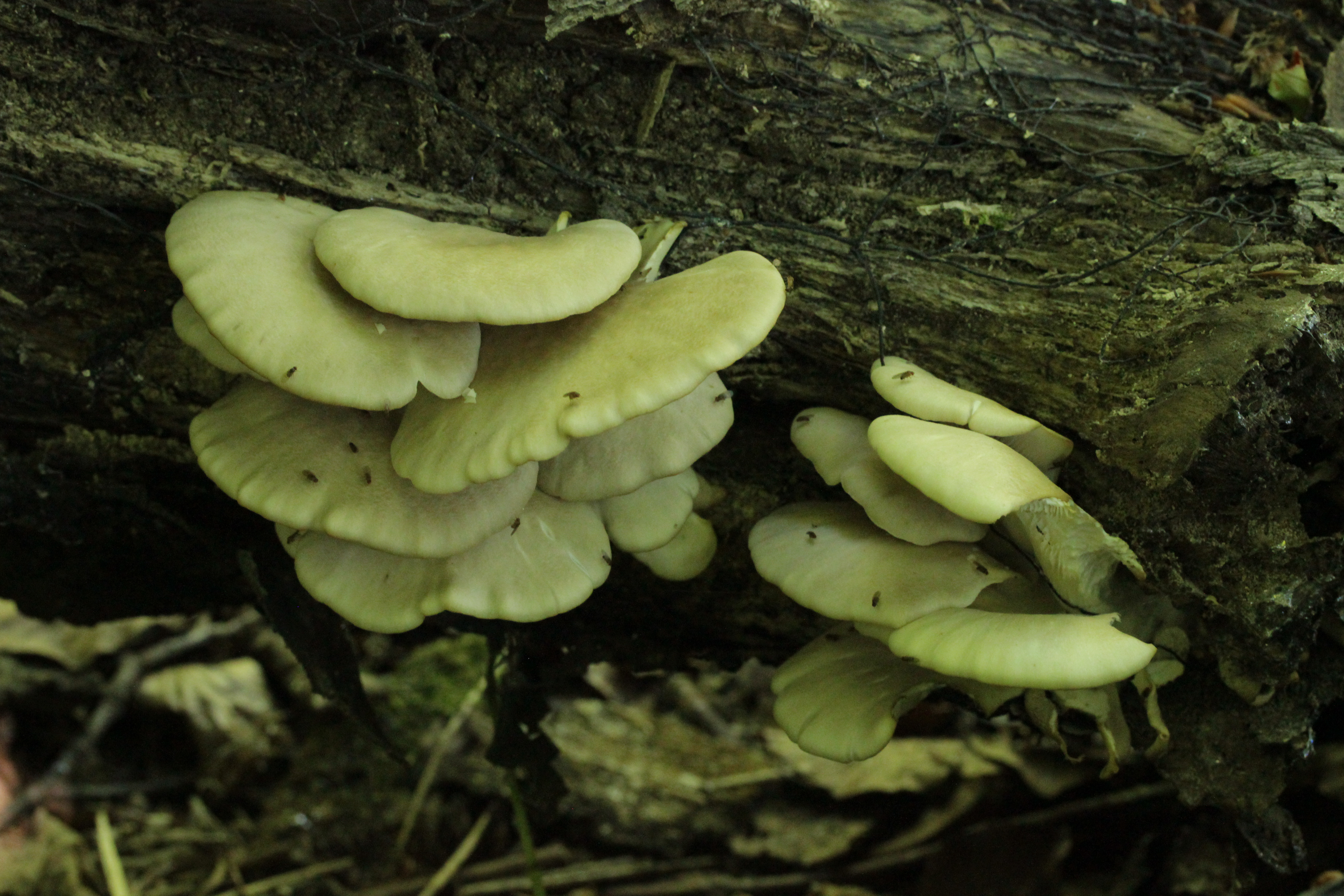
Pleurotus pulmonarius

## Valorificare

### Comestibilitate și cultivare
Păstrăvul iernatic este o specie destul de gustoasă atât timp ce e tânără. Poate fi folosită în bucătărie ca păstrăvul de fag. Teza că ciuperca ar conține toxine, care sunt depozitate în propriile celule grase ale organismului și ar intra în joc atunci când un om pierde în greutate, bazează pe o neînțelegere. În Japonia, unde se numește Mukitake, ciuperca este considerată „una dintre cele mai delicioase ciuperci comestibile”. A fost dezvoltat recent un sistem de cultivare a ciupercii în sere de plastic.

### Folos medicinal
Panellus serotinus este aplicat de mult în medicina tradițională asiatică pentru tratarea steatozei hepatice non-alcoolice (NAFLD), între timp cea mai frecventă boală a ficatului în țările industrializate. 
În cercetări medicinale a fost constatat anterior, că  aportul alimentar sub formă de pudră al acestei ciuperci are într-adevăr efecte pozitive, astfel la șoareci obezi și/sau diabetici. În studiul de față din Japonia, s-a investigat influența extractelor facționale a buretelui asupra dezvoltării NAFLD. O reducere semnificativă a conținutului de trigliceridă în ficat, a hepatocitelor macro-veziculare și a activităților enzimelor cheie pentru sinteza de-novo a acidului gras a fost observată atât în grupurile cură cu extractul acestui păstrăv solubil în apă, cât și în cele cu extract solubil în etanol. În concluzie, prezentul studiu a demonstrat că Mukitake afișează cel puțin două acțiuni fiziologice diferite care ameliorează NAFLD: una prin reducerea daunelor inflamatorii prin suprimarea s-a în producția de MCP-1 și cealaltă printr-o creștere a nivelului de ser adiponectin (un hormon peptid) și prin prevenirea acumulării de grăsime viscerală.